# 汪裕
汪裕（？—？），號二澤，河南汝宁府光州商城縣人。明朝政治人物。

## 生平
万历三十四年（1606年）丙午科河南乡试举人，四十七年（1619年）己未科進士，泰昌元年（1620年）授山东蓬莱知县，查出前任知县段展借府库银五千五百馀两，驾言海运茫无著落，报向登莱巡抚陶朗先，裕力请关移叚展，朗先又作色拒之曰：汝只管今后钱粮，勿管过去钱粮。天啓三年九月，钦差查勘兵饷吏科左给事中李春烨由此勘奏陶贪赃。五年四月考选，升四川道御史，劾太常寺少卿甄淑附势反覆，骤躐清卿；光禄寺少卿张光房投身门户，冒滥京秩。上命甄淑削籍为民，光房冠带闲住。七年正月巡按宣大，以威靖大捷，升一级。又与宣大总督張樸、巡抚宣府秦士文为魏忠贤建隆恩祠，在宣镇赤城为魏忠贤建坊，榜曰“一代崇功”。七年八月以殿工，加升一级、赏银十五两、紵丝一表里。加升太仆寺少卿，照旧管事，升任之日仍加一级。崇祯元年（1628）二月，以为魏珰建祠为御史甯光先参劾，十二月兵科给事中陶崇道再次疏劾御史汪裕媚奸，下部议。二年四月以阉党被削籍。

## 家族
曾祖汪璧。祖父汪廣士，耆宾。父汪晚。